# Sigmund Jähn
Sigmund Jähn, né le 13 février 1937 à Morgenröthe-Rautenkranz (Allemagne) et mort le 21 septembre 2019 à  Strausberg (Allemagne), est un cosmonaute est-allemand. Sélectionné en 1976 dans le premier groupe Intercosmos, il devient le premier Allemand à séjourner dans l'espace en participant à la mission Soyouz 31 en 1978 (soit 7 ans avant Ulf Merbold, participant à la mission STS-9 de la navette spatiale américaine Columbia pour la RFA).

## Biographie
Sigmund Werner Paul Jähn naît le 13 février 1937 à Morgenröthe-Rautenkranz.
Sigmund Jähn rejoint en 1955 les forces aéronavales est-allemandes en tant que pilote. Entre 1966 et 1970, il étudie à l'Académie des forces aéronavales de Monino en Union soviétique puis travaille dans l'administration de l'aviation militaire est-allemande, en tant que responsable de l'entraînement des pilotes et de la sécurité de vol.
En 1976, Jähn est sélectionné avec Eberhard Köllner, également pilote, pour s'entraîner dans le but de devenir le premier cosmonaute du programme Intercosmos, programme de coopération spatial créé par l'Union soviétique. Il s'entraîne à la Cité des étoiles près de Moscou pendant les deux années qui suivent. Il est affecté à la troisième mission du programme Intercosmos après le tchèque Vladimir Remek et le Polonais Mirosław Hermaszewski. Il s'envole le 26 aout 1978 à bord du vaisseau Soyouz 31 en compagnie du cosmonaute soviétique Valeri Bykovski. Le vaisseau s'amarre à la station spatiale soviétique Saliout 6. Jähn  revient sur Terre à bord de Soyouz 29. Il a passé  en tout 7 jours, 20 heures, 49 minutes et 4 secondes dans l'espace.
Peu après son retour en RDA, il se rend à la base militaire de Prenzlau où se trouve le centre de cartographie de la NVA pour y livrer d'importantes données glanées durant la mission. En 1983, il reçoit un doctorat de physique au « Zentralinstitut für Physik der Erde » à Potsdam, en se spécialisant dans la télédétection des phénomènes terrestres. Il participe en 1985 à la création de l’Association des explorateurs de l'espace (ASE). Après la réunification allemande, en 1990, il travaille à son compte en tant que consultant pour l'Agence spatiale allemande (anciennement ouest-allemande) DLR, et à partir de 1993 également pour l'ESA pour la préparation des missions Euromir  94 et 95.  Dans le film Good Bye, Lenin! de Wolfgang Becker sorti en 2003, son personnage joue un rôle dans le scénario.
Jähn prend sa retraite en 2002. Il décède le 21 septembre 2019 six mois après son coéquipier Valeri Bykovski à son domicile de Strausberg, dans le Brandebourg à l'âge de 82 ans.
En 2001, l'astéroïde (17737) a été baptisé Sigmundjähn en son honneur.

## Médailles
Soviétiques :
- Héros de l'Union soviétique - Геро́й Сове́тского Сою́за
- Ordre de Lénine - Орден Ленина

 Est-allemandes :
- Ordre de Karl-Marx
- Héros de la RDA
- Fliegerkosmonaut der DDR (Pilote-cosmonaute de la RDA)
- Verdienter Militärflieger der DDR (Mérite militaire aérien)

## Au cinéma
Interprété par Stefan Walz, un sosie de Sigmund Jähn apparaît dans le film Good Bye, Lenin! (2003).

## Ouvrage
- (de) Erlebnis Weltraum. (Expérience spatiale), Berlin, Éditions militaires de la RDA, 1983.